# Carcará-andino
O Carcará-andino (nome científico: Phalcoboenus megalopterus) é uma espécie de ave de rapina da família Falconidae.
Pode ser encontrada nos seguintes países: Argentina, Bolívia, Chile, Equador e Peru.
Os seus habitats naturais são: campos de altitude subtropicais ou tropicais e florestas secundárias altamente degradadas.